# Prinses Paola (schip, 1966)
De "Prinses Paola" was een Belgisch passagiersschip dat gebouwd werd voor de Regie voor Maritiem Transport in 1966 en vaarde onder meer op de Oostende-Doverlijn.
De "Prinses Paola" vaarde als passagiersschip voor deze compagnie en rederij te Oostende, waar het ook zijn thuishaven had. Het was het laatste Belgische passagiersschip. Soms kwam het schip ook naar de haven van Antwerpen en vertrok van daaruit, via Oostende naar verdere oorden. 
Het schip werd naar deze toenmalige Belgische prinses genoemd, doordat ze de echtgenote is van koning Albert II van België. Nu is ze koningin Paola van België (Paola Ruffo di Calabria), sinds augustus 1993. 
Het schip was zwart van romp en had een witkleurige opbouw met de traditionele beigekleurige schoorsteen, het kleurkenteken van de Belgische koopvaardijvloot.
Het schip voer achtereenvolgens onder de volgende namen (tot de sloop in 2006):
- 1966 Prinses Paola voor de Regie voor Maritiem Transport
- 1988 Tropicana voor Sea Venture Cruises
- 1990 Sea Palace voor Freeport Cruise Lines
- 1991 Saint Lucie voor Winston Cruise Lines
- 1994 Tropicana voor Tropicana Casino Cruises voor Bahamas Inc.